# Болл, Джозеф (Военнослужащий, Виргиния)
Джозеф Болл (англ. Joseph Ball; 2 мая 1649, Галифакс, Англия — 11 июля 1711, Ланкастер, Виргиния, Британская Америка) — американский судья английского происхождения, священник, подполковник и бюргер в колонии Виргиния, отец Мэри Болл Вашингтон, дед первого президента США Джорджа Вашингтона по материнской линии.

## Биография

### Ранние годы и детство
Джозеф Болл родился 2 мая 1649 года в Англии в семье Уильяма Болла (1615—1680) и его жены Ханны Атерольд (1615—1695). Его отец Уильям Болл эмигрировал в Виргинию в 1657 году, став торговцем и плантатором, в конце концов, поселившись со своей семьёй в Милленбеке, Виргиния.

### Поселение и колонии Виргиния
Джозеф Болл переехал в колонию Виргиния незадолго до 1680 года. Болл жил на лесной плантации Эппинг в округе Ланкастер, штат Виргиния. Джозеф Болл служил судьёй в окружном суде, приходским священником в своём церковном приходе и подполковником окружной милиции. Болл был представителем в Палате общин Виргинии, служил в 1698, 1700 и 1702 годах.

### Смерть
Джозеф Болл умер 11 июля 1711 года в Ланкастере, Виргиния, оставив свою вдову и дочь от второго брака.

## Личная жизнь
Джозеф Болл был женат дважды. Первым браком он был женат на Элизабет Ромни (1655—1703), от которой у него было пятеро детей:
- Ханна Болл (1683—1748) — вышла замуж за Симона Пирсона (1681—1733)
- Элизабет Болл (1684—1711)
- Эстер Болл (1685—1751)
- Энн Болл (1686—1764) — вышла замуж за Эдвина Конвея (1681—1763)
- Джозеф Болл (1689—1760)

Ромни умерла в начале 1700-х годов, после её смерти Джозеф Болл женился на Мэри Джонсон (1672—1721), она была вдовой, у которой было двое детей от предыдущего брака.
В браке у них родилась единственная дочь:
- Мэри Болл Вашингтон (1708—1789) — в 1731 году вышла замуж за Огастина Вашингтона (1694—1743), мать первого президента США Джорджа Вашингтона (1732—1799).